# Halichondria arenacea
Halichondria arenacea är en svampdjursart som beskrevs av Arthur Dendy 1895. Halichondria arenacea ingår i släktet Halichondria och familjen Halichondriidae.
Artens utbredningsområde är Sydaustralien. Inga underarter finns listade i Catalogue of Life.